# سیارک ۲۱۱۳
سیارک ۲۱۱۳ (به انگلیسی: 2113 Ehrdni، نامگذاری:1972RJ2) دو هزار و صد و سیزدهمین سیارک کشف شده‌است که در ۱۱ سپتامبر ۱۹۷۲ کشف شد.
قدر مطلق سیارک برابر ۱۳٫۱۷ است.